# Тобольский уезд
Тобо́льский уе́зд — административная единица Сибири, Сибирской губернии, Тобольской губернии и Тюменской губернии. Административный центр — город Тобольск.

## История
Образован в 1587 году. С начала XVII века входил в состав Тобольского разряда. С 1708 года — в Сибирской губернии. С 1719 года — в Тобольской провинции Сибирской губернии. В 1720—1723 годах Тобольский уезд был разделён на Подгородный, Краснослободский, Шадринский, Окуневский, Исетский, Ялуторовский и Ишимский дистрикты.
С 1764 года — в Тобольской провинции Тобольской губернии. С 1782 года — в Тобольской области Тобольского наместничества. С 1796 года — в Тобольской губернии.
На Абалацком городище попа Якова, при Куларовском озере попа Андрея.
Деревни служилых людей от Тобольска вверх по Иртышу и притокам.
При Иртыше — Подчуваши, Иваново, Яковлева, братьев Крушинских, Булгакова, Мордвинова, Дурынинская, Выходцева, Трошина, братьев Измайловых, Сергеева, Станиславова, Матюшкина, Сафонова, Косовецкого, Чёрного, Мельникова, Безсонко, Поминова. При реке Кундуске — Санникова, Денисова, Тимофеева, Ясыря, Скибы. При реке Туманке — Аршинского, Максимова. При реке Плоской — Ермачкова, Измаилова, Коболева, Шостока-Дурыни, Мудшука. При озере Щучьем — Волкова.
Деревни служилых людей от Тобольска вниз по Иртышу.
При реке Иртыш — Любимского, Низовского. При Кугаевском озере — Чекасова, Немчина, Гам. При реке Подувальной — Человечкова. При озере Лутовинове — Лутовинова. При реке Бобровой — Байкашина, Кречатникова, Волчика. При реке Сузгунке — Л. Тычинского, И. Тычинского, Ваги, Урбатого, Кузмина, Щоки, Яковлева, Терентьева, Сысоева, Митирина, Бологова, Трушникова, Кунгулова. При Иштамской протоке — Еремеева, Ганинова, Ушарова, Захарова, Енбая, Попова. При реке Тайменке — Антонова, Подчеркуни, Данилова, Шостака-Микитина. По Тоболу и притокам — Дурыни, Зыряна, Устюжанина, Балахнина, Репина, Бубны с товарищи, Копылева, Дементьева, Деульского, Поступкова, Семейкина.
Деревни посадских людей.
При старице Иртыша — Гаврилова, Балина. При реке Иртыш — Корякова, Шапошникова, Балина, Худяка. При Кугаевском озере — Рогалева, Хворова. При Иштаманской протоке — Дементьева. При реке Сунгузке — Котельникова, Алексеева, Курбатова, Некрасова. При реке Тайме — Новосёлова.
Деревни пашенных и оброчных крестьян от Тобольска вверх по Иртышу и притокам.
При реке Иртыш — Никонова, Степанова, Токарева, Быкова, Софонова. При реке Мостовой — Ламбина, Ермакова. На Абалаке — Трезвонова, Угринова, Яркова. На Абалакском Городище — Трошкина. При реке Кундуске — В. Санникова с братией, Сорокопееника, Вяткина. При реке Сибирке — Чёрная-Рукосцева, Усольца. При реке Усе — Н. Полуянова с братией.
Деревни пашенных и оброчных крестьян от Тобольска вниз по Иртышу.
При реке Тайменке — Родикорцева, Субоярьева. При реке Аремзянке — Максимова. При реке Бобровой — Ломаева. На Черкасском Ерке — Истомы Беса, Юдина.
По реке Тоболу и притокам.
На Карачине — Балахнина, Шишкина. При Карачинском озере — Олупьева, Карачино. На Долгом яру — Репина. На городище Тобол-Тур — Смиренного, Бурнаша. При реке Тобол — Бабасаны, Булаша, Паншина, Зяблово. При реке Чегитке — Семёнова, Глазкова.
На территории уезда находились Преображенский и Рождественский погосты. В 1635 году основаны Демьяновская и Самаровская ямские слободы. Около этого же времени основана Куларовская слобода. Около 1628 года построен Тарханский острожек на реке Тобол. В 1633 году на реке Вагай построен Вагайский острог.
На 1640 год Тобольский уезд включал следующие ясачные волости (по данным ясачной книги): Ясколби, Вачиера, Аремзяна, Скабины, Туртазская и Културская, Натцая, Назым, Городок Демьян, Цинги, Торка, Демьянская-Митькина, Демьянская-Григорьева, Конда Большая, Лобута, Городок Кошуков, Калыма, Индрея, Увата, Лаймы, Супры, Бабасанская, Нердинская, Кречатникова, Кагканцы, Капкан, Ашлы.

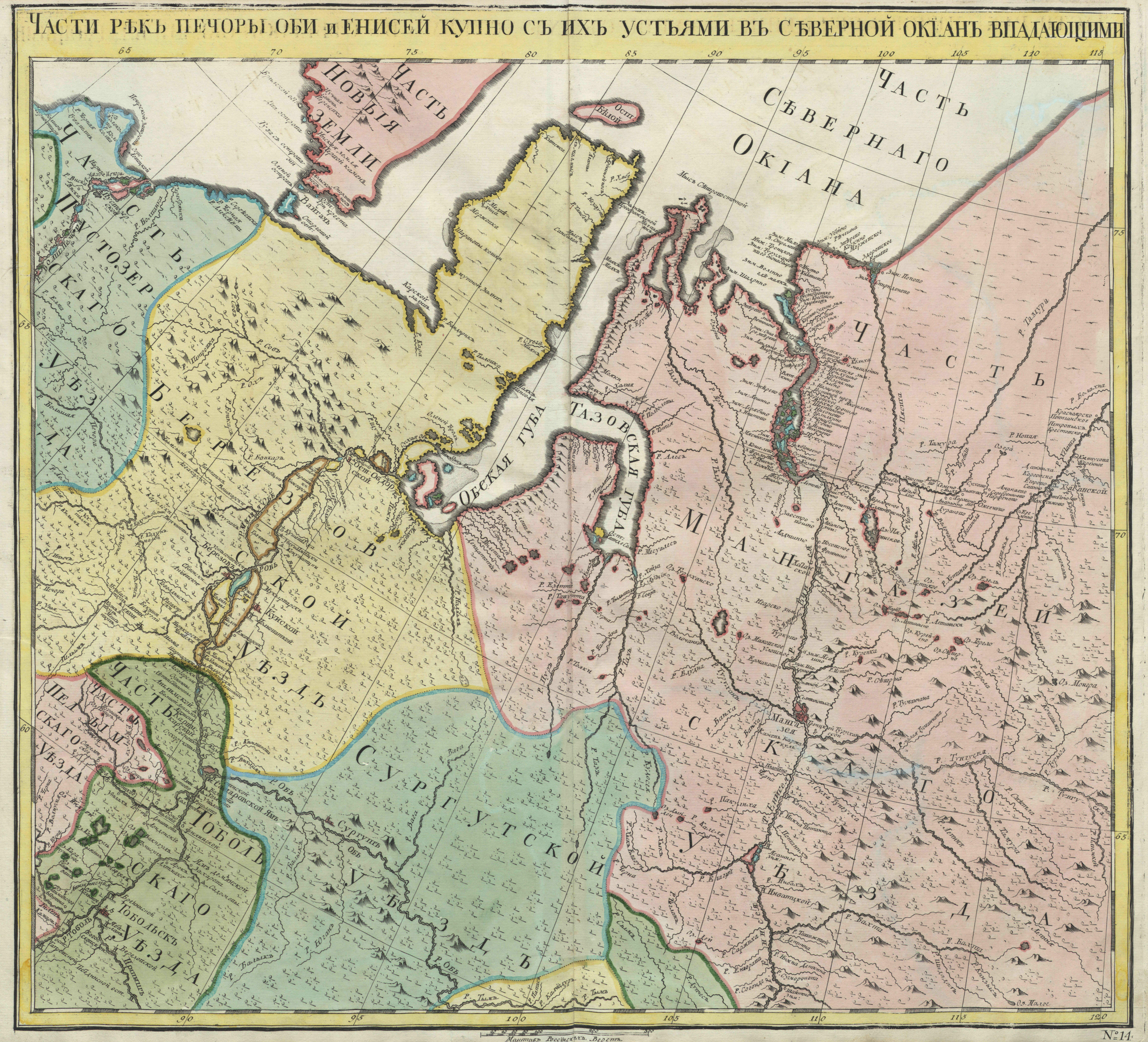
Тобольский уезд, 1745 год

Деревни Киселёва, Трошина, Новопашенная, тобольского дворянина Алексея Борисова сына Струнина, Вяткина, Соляная, Алемасова, Котина, на Старой Сибири, Яркова, Белкина, Загваздина, Поступинская, Ясырева, Лосева, Ченцова, Мостовая, Рохвалова, Полуянова, Волкова, Яркова — верхняя, Долгая, Бегишевский погост, Косинцева, Ламбина, Симанова, Касимова, Фотеева, Истомина, погост Березовский, Подволошнова Попова сына, Суприская, Новозаимка, Салинская на горах, Красная гора, Араскульская, Дубровная, Долгушина, Трушникова, Быкова, Дудникова, Духовая Огарелкова, Касьянова, Корелина, Копотилова, Плесовских, Куликова, Куларовская, Патрахина, Полуянова, Кыргизова, Киселёва Балина, Ланбина в кулиге, Симанова, Томилова, Скипина, тобольского дворянина Ивана Иванова сына Аршинского, Санникова, Берендеева, Бакшеева, Башкурова, Грозина, Русанова, Ворогушина, Бизина, Анцына.
Внизу реки Иртыша в дуброве подгородные деревни: Бронникова Унисимова, Туренина, Денисова, Ченцова, Потапова, Чечегина, Серякова, Жеравлева, Козлова, Почекунина, Матурина, Редрикова, Клепикова, Ворогушина, Коломыльцова, Кангулова, Кангулова, Кляпикова, Фефилова, Ломаева, Тарханова, Винокурова, Дурынина, Башкова, Тунгулина, Слинкина, Сидорова, Филатова, Маркова, Волгина, Репенина, Кадулина, Веснина, Рындина, Шахова, Кляпикова, Ягонских, Медведчикова, Косинцева, Зоркальлцева, погост Бронников, Шестакова, Шестакова на Аремзянке, Балуева, Тычинских, Филатова в Нацах, Черкашенинова, Балина, Балина, Шолчинская, Ушарова, Кугаевская, Зольникова, Мяздренина, Новосёлова, Простокишина Шондинская, Суборьева, Енбаева, Черкашенинова, Костерина, Брянцева, Артамонова, Кугаевская, Лебимских, Голошубина, погост Кугаевский, Редикульцева, Беломоина, Якимова, Скалбинская, Гамова, Луговая, Шубина, Шубина, Рогалева, Киселёва, Лутовина, Митрохина, Медянская, Куимова, Симанова, Солдатова, Суклемская, Назимова, Шишкина, Плоская Белевцева, Карачино, Пономарёва, Карачино, Смороднова, Назарова, Назарова, Буторина, Блинникова, Паншина, Гласкова, Мартьянова, Гласкова, Дехтярева, Тёмная, Ушакова, погост Долгоярской, Худякова, Кутарбицкая, Турбинская, Турбинская, Новая Билишинская заимка, Кулига, Реткина, Репина, Чушумова Ростовщикова, Бобова, Басманова, Булашова, Тохтаирская, Ильина, Оксарина, Кулемесова, Ульянова, Горбунова, Караульный Яр, Онтипина, Онтонова, Бачкунская, Соколова, погост Гилёвский, Дубровная, Ганихина, Берёзовой Яр, Яркова, Южакова, Комарицкая, Искинская, Искинская, Артамонова, Боровая, Иевлева, Верхняя Сидорова, Ницкинская, Брагина, Карачинская, Онтипина, Новосёлова, Нижняя Сидорова, Тараканова.
По Софийскому Дому деревни в дуброве: Жукова, село Преображенское, на Старой Сибири, Бобровка, Выходцева, Поступинская, слобода Тавдинская, Берёзова, Летнеевская, Ерёмина, Ондрышина, Девяткина, Онтропово, Искинская, Усалка, Жирякова, Пачинская, Курчинская, слобода Покровская Щучья, Усалка Покровской слободы.
Вверх реки Иртыша Тобольского Знаменского монастыря деревни: Монастырская Серебренникова, Залесская и Якимовская, Шахматова на Баишевских горах, Митрофанова, погост Бегишевский, Косинцева, Доронина, Юрловская, Шапошникова, Барабинская, Ефтизерская, Долгушина, Касьянова, Ницкая (Исецкая), село Богословское, Берёзовская, Мечатная, Зеленина Рахвалова, Слепишева, Летотатарская, Журавлёва, Петрова, Агицкая Домнина, Сучева, Момашева, Фокина, Дресвянская (возле которой похоронен Э. Лаксман), Мельница Ашлыцкая, Белокрылова, Ашлыцкая, Старопогоская, Еланская, Куларовская, Ворогушина, Коломыльцева, Волгина, Савина, Сунгурская (Сузгунская), Кугаевская, Смолинская.

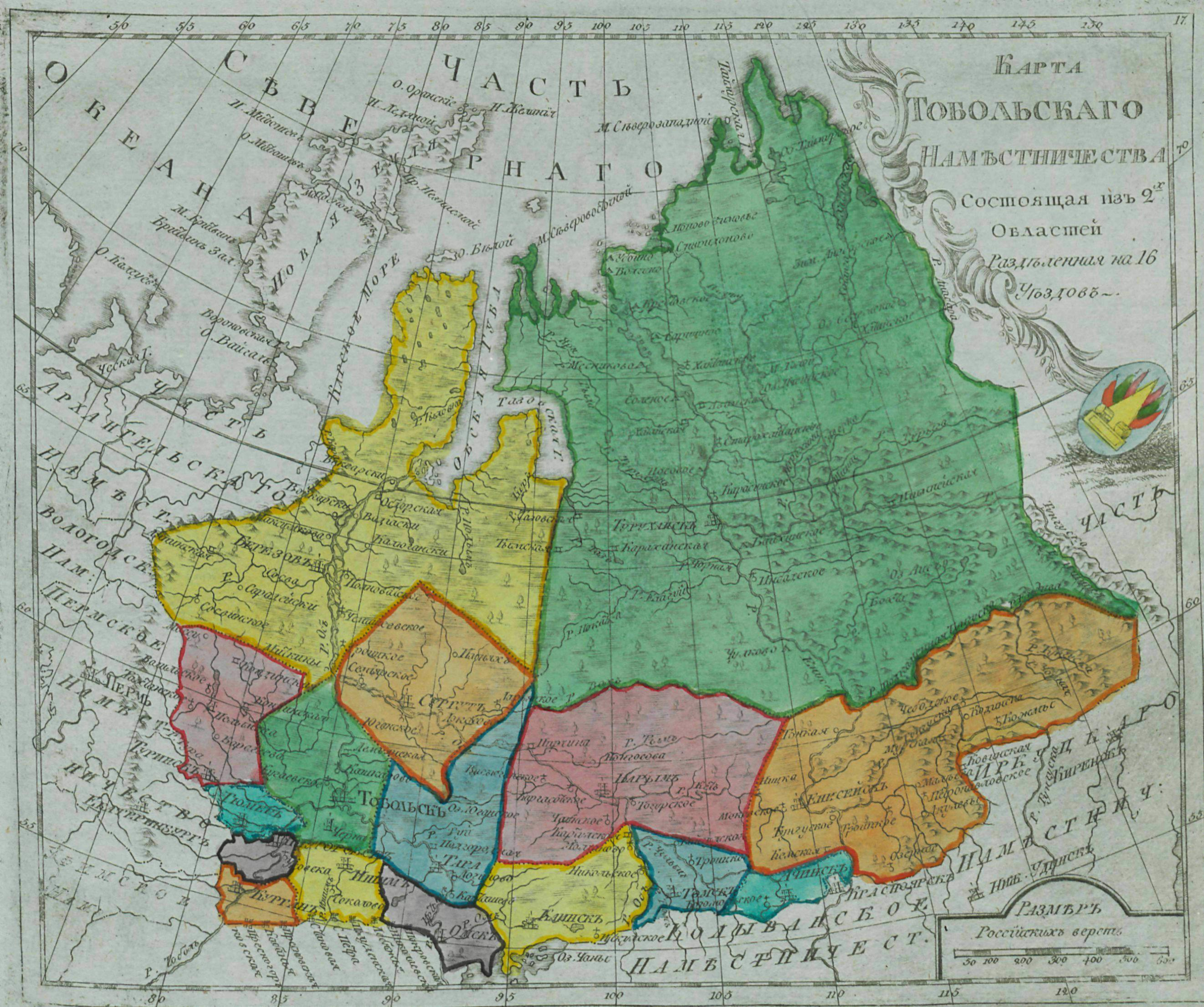
Тобольский уезд, 1792 год

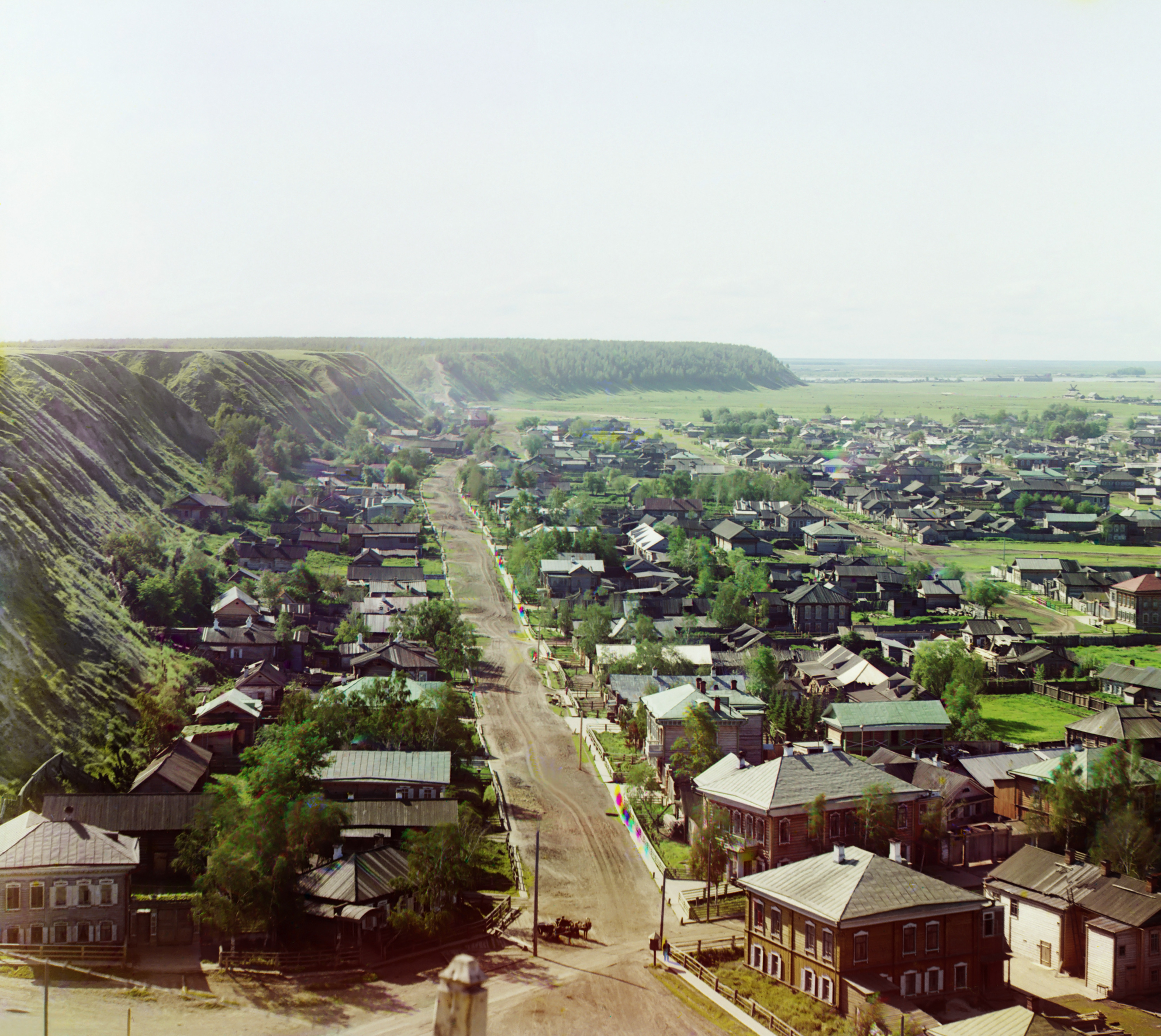
Вид на Тобольск с Успенского собора (С. М. Прокудин-Горский, 1912)

На 1781—84 годы в состав уезда входили: г. Тобольск, Кулижный станец (25 деревень), Байкаловский станец (15 деревень), Тавдинский станец (11 деревень), Панфиловский станец (13 деревень), Загваздинский станец (25 деревень), Низовской станец (77 деревень), Самаровский ям (11 деревень), село Кунгурское, Тавдинская слобода (4 деревни), село Преображенское (12 деревень), Демьянский ям (56 деревень), Ескалбинская волость (24 юрты), Нердинская волость (1 юрта), Бабасанская волость (3 юрты), Калымская волость (4 юрты), Белогорская волость (2 кодских городка), Темлячевская волость, Тарчанская волость, Нарымская волость, Верх-Демьянская волость, Назымская волость, Туртаская волость, Карбинская и Аремзянская волости, Большой Юконды волость, Меньшой Юконды волость, Кондинская волость, Леушинская волость, Подгородная деревня, из Пелымского ведомства Леушинской волости 2 паула, Верх-Кондинская волость (11 паулов), Большая Кондинская волость (17 паулов), деревня Сабанакова.
На 1788 год включал следующие волости: Абалакская, Адбажская, Ашлыкская, Байкаловская, Бронниковская, Вагайская, Демьянская, Денщиковская, Дубровная, Карачинская, Кугаевская, Куларовская, Ланбинская, Нижнеслинкинская, Преображенская, Самаровская, Турбинская, Уватская крестьянская, Уватская ямская, Юровская.
На 1893 год в состав уезда входили волости: Абалакская, Абаульская, Абызовская, Агитская, Адбажская, Араповская, Аремзянская, Ашлыкская, Ашлыкская юрты, Бабасанская, Байкаловская, Балахлейская, Бегишевская, Бештинская, Бронниковская, Будалинская, Вершино-Агитская, Демьянская, Дубровинская, Загваздинская, Игеевская, Индерская, Ишеевская, Иштаманская, Казылбаевская, Кайнаульская, Карачинская, Карбинская, Кобятская, Кондинская, Кугаевская, Куларовская, Курманакская, Митькинская, Нижне-Бергельская, Подъёмная, Салинская, Самаровская, Соускальская, Уватская, Тукусская, Уткарминская, Филинская, Эскалбинская (бывшая инородческая), Юрьевская. А также следующие инородные волости и управы: Бабасанская, Бухарская, Вагайская, Городовая, Истяцкая, Казымская, Карагайская, Кондинская, Меньше-Кондинская, Надцинская, Нарымская, Оброчных Чувальщиков, Отдельно-Бабасанская, Темлячевская, Тобольская, Уватская.
В 1918 году вошёл в состав вновь образованной Тюменской губернии. К началу 1919 года уезд включал 39 волостей.
Упразднён постановлениями ВЦИК от 3 и 12 ноября 1923 года. Территория вошла в состав Тобольского и Ишимского округов Уральской области.